# آور اینفورمیشن
آور اینفورمیشن (انگلیسی: AVer Information) شرکت فناوری اطلاعات تایوانی است، که در سال ۲۰۰۸ تأسیس شد.